# Masacre de Monte Grande
La masacre de Monte Grande fue un suceso, en el cual militares del Ejército Argentino asesinaron a un número de 16 militantes el 24 de mayo de 1977. Los militantes estaban detenidos ilegalmente en El Vesubio.

## Breve reseña
En el Centro clandestino de detención (CCD) conocido como El Vesubio se encontraban alojados en carácter de detenidos militantes de la Organización Comunista Poder Obrero y otras agrupaciones políticas, quienes también eran torturados en el lugar.
Los sobrevivientes de ese CCD recuerdan que el 23 de mayo de 1977  fueron convocados por un oficial, quien les dijo que serían trasladados a disposición del Poder Ejecutivo Nacional pero en realidad iban a ser trasladados a una casa en Esteban Echeverría donde serían asesinados a balazos por la noche.
Los bomberos trasladaron sus cuerpos hasta el cementerio de esa localidad, donde fueron depositados en fosas comunes sin identificar. Los principales diarios de entonces, con base en comunicados del Ejército Argentino, informaron los nombres de las víctimas muertas, en el marco de un enfrentamiento fraguado. Entonces los familiares de las víctimas emprendieron la recuperación de sus restos.

## Víctimas
Fueron víctimas de este operativo Luis Gemetro, Luis Fabbri, Catalina Oviedo de Ciuffo, Danuel Ciuffo, Luis de Cristófaro, María Cristina y Julián Bernat, Claudio Giombini, Elísabeth Käsemann, Rodolfo Goldín, Mario Sgroy, Esteban Andreani, Miguel Harasymiw, Nelo Gasparini y otras dos personas que nunca fueron identificadas.
Entre los conocidos estaban:
Silvestre Esteban Andreani De Jesús (N. 11 de noviembre de 1944; secuestrado 11 de abril de 1977), era empleado de ENTEL y militante del Partido Revolucionario de los Trabajadores. Según relató su esposa Sara Fagnani, ella y su marido eran delegados del gremio de telefónicos y estaban siendo perseguidos desde tiempo antes de ser secuestrado. En octubre de 1976, habían ido a buscarlos a la casa de su suegro y éstos sufrieron simulacros de fusilamiento, golpes y amenazaron con llevarse a su hijo que vivía allí. En febrero del año siguiente, en el hogar de los padres de Esteban, se realizó un nuevo allanamiento en las casa de los padres de Esteban estando su esposa embarazada. Ella logró exiliarse del país después del secuestro de su marido primero en Brasil y luego en Suecia.
Julián Francisco Bernat (n. 1 de julio de 1953) y María Cristina Bernat de Cristófaro
Luis Eduardo De Cristófaro, «Cacho» (n. 8 de febrero de 1956), era militante del Ejército Revolucionario del Pueblo, fue secuestrado junto con María Cristina Bernat y Julián Bernat el 16 de mayo de 1977 por la madrugada, en Buenos Aires. María Cristina negoció con los integrantes del grupo de tareas su secuestro a cambio de la libertad del bebé que pretendían llevarse también a pesar de su esposo rogaba que a ella no se la llevaran, los tres fueron sacados de la casa con la ropa de dormir que estaban usando en ese momento y descalzos.
Daniel Jesús Ciuffo, médico, militante de Organización Comunista Poder Obrero (OCPO).
Catalina Juliana Oviedo Dellagnolo de Ciuffo (n. 30 de abril de 1952). Su cadáver apareció en Monte Grande el 24 de mayo de 1977. El matrimonio de Catalina y Daniel Ciuffo fue secuestrado el 20 de abril de 1977. Esa mañana, Daniel Ciuffo salió de su casa de Castelar con destino a Buenos Aires y ya no regresó. Por la tarde un grupo de personas esperó allí la llegada de su esposa, donde la capturaron y torturaron.
Luis Alberto Fabbri Favre (n. 17 de noviembre de 1947, Italia; secuestrado 21 de abril de 1977, La Lucila). Trabajaba como empleado en la Municipalidad de Córdoba, como periodista en Periódico «Respuesta» y militaba en la Organización Comunista Poder Obrero (OCPO).  Luego de su secuestro no se supo más de él hasta que apareció la noticia en los diarios que daba cuenta de su muerte. Los testimonios indican que fue trasladado al centro clandestino El Vesubio.
Nelo Antonio Gasparini Filippo (n. 20 de agosto de 1951). Trabajaba como empleado en Fábrica Lia y era estudiante de primer año de Agronomía en la Universidad Nacional de Córdoba.
Luis María Gemetro Angulo (n. 30 de marzo de 1950). Veterinario y militante de Montoneros, fue secuestrado el 11 de febrero de 1977 en Buenos Aires. Ese día Gemetro se había comunicado con su esposa Liliana Franchi diciendo que notaba movimientos extraños y en la misma tarde personas desconocidas en dos coches particulares lo secuestraron. La familia realizó innumerables gestiones para dar con el paradero de Gemetro sin ningún tipo de respuesta, hasta que su nombre salió en las noticias periodísticas de la época como abatido en un supuesto enfrentamiento entre subversivos y fuerzas legales.
Claudio Julio Giombini (n. 30 de enero de 1954). Militante de Organización Comunista Poder Obrero (OCPO).
Rodolfo Goldin Rabinsky (n. 9 de noviembre de 1950, Córdoba; secuestrado 21 de abril de 1977, Villa Ballester, Buenos Aires). Militante de Organización Comunista Poder Obrero (OCPO). Encontraron su cuerpo en el cementerio de Monte Grande, como NN junto a la de otras víctimas de del CCD "Vesubio". Goldín fue secuestrado en un operativo de gran magnitud en su domicilio en Villa Ballester, Provincia de Buenos Aires, donde vivía junto a su mujer embarazada, Lucía Esther Molina, y el hijo de ella Santiago Nicolia. Irma Ramacciotti de Molina, madre de Lucía, dijo que en mayo de 1977, y a raíz de un llamado de la madre de Rodolfo, viajó a Buenos Aires y se dirigió a la casa de ellos encontrándola totalmente destruida y clausurada. Una vecina le contó que ese día escuchó un tiroteo en la casa y que luego un coronel le golpeó la puerta y le entregó al hijo de Lucía para que lo tuviera. La vecina entregó al niño a la policía, siendo recuperado por su abuela. Tanto Lucía Molina, como el hijo por nacer permanecen desaparecidos.
Miguel Ángel Harasymiw (n. 22 de febrero de 1947; secuestrado 15 de mayo de 1977, Buenos Aires) era constructor. Fue secuestrado, junto a su esposa Iris Beatriz Cabral Balmaceda, mientras dormía con su hija de pocos meses, en su domicilio de la ciudad de Buenos Aires. Se los llevaron encapuchados con una frazada. Los secuestradores dejaron a la hija del matrimonio con una vecina quien la entregó a su familia, y pusieron una faja de clausura en la puerta.

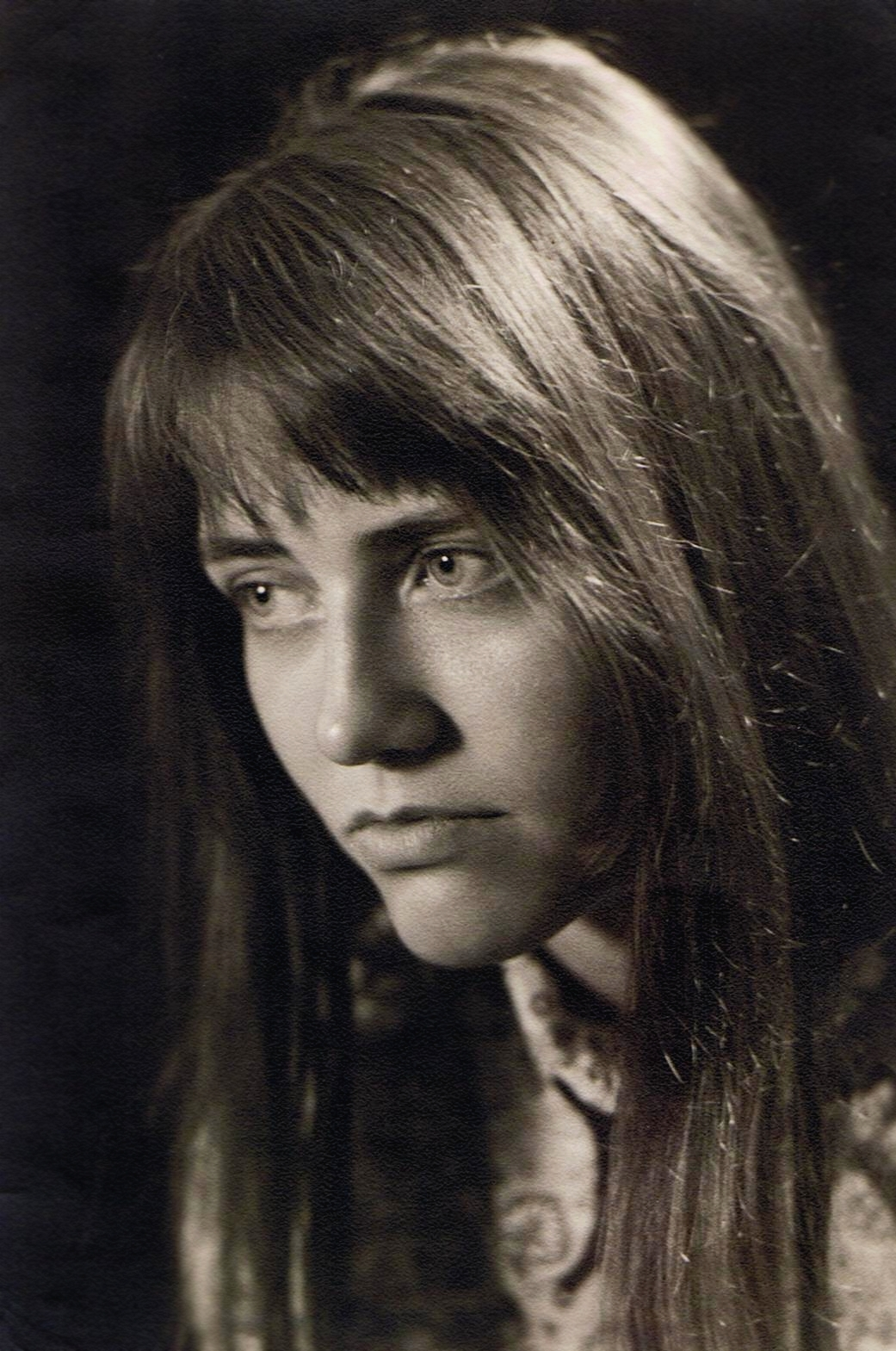
Elisabeth Kaesemann

Elisabeth Kaesemann. Militante de Organización Comunista Poder Obrero y Partido Revolucionario de los Trabajadores - Ejército Revolucionario del Pueblo. Su cuerpo fue encontrado en el cementerio de Monte Grande. Había sido enterrado como NN. Su familia enterró su cuerpo en Tübingen, Alemania. Por su caso, la justicia argentina juzgó a Jorge Rafael Videla, mientras que la Justicia alemana libró una orden de detención contra el dictador. Según el testimonio de su amiga, la pastora Diana Houstin Austin, el día del secuestro se iba a encontrar con Elisabeth para desayunar antes de ir al trabajo, pero nunca llegó. Relató que el viernes de esa semana, un grupo de personas desconocidas armadas ingresó a su casa, haciéndole preguntas sobre Elisabeth y la secuestraron a ella también. La llevaron a un CCD (que luego supo que pudo haber sido «el infierno»), le colocaron grilletes, donde fue torturada. Durante el tiempo que duró el interrogatorio, comprobó que Elisabeth estaba en ese lugar. Al día siguiente, dijo que fue sacada del centro por una persona que se hacía llamar «Capitán» y llevada a su departamento donde permaneció vigilada hasta que salió del país en mayo de ese año.
Mario Augusto Sgroi (N. 21 de junio de 1949; secuestrado 4 de abril de 1977).

## Justicia
El juicio por estos asesinatos comenzó en 2010 y uno de los testigos relató cómo encontraron y recogieron los 16 cuerpos, que luego fueron arrojados en una fosa común en el cementerio de Monte Grande.
Durante las elecciones del 30 de octubre de 2015 fueron detenidos cuatro militares imputados por la masacre de Monte Grande. Uno de los apresados fue Eduardo Cubas en Bella Vista. Los otros represores apresados que fueron interceptados en la provincia de Buenos Aires son el excapitán Ernesto Guillermo Villarruel, los ex cabos del Ejército Oscar Alberto Pirchio y Mario Faustino Velázquez. Las cuatro detenciones se suman a las de los guardias del Servicio Penitenciario Federal que prestaron servicio en El Vesubio: Hugo Roberto Rodríguez (alias «Techo»), Roberto Horacio Aguirre («Aguilar»), Olegario Domínguez («Kawasaki»), Milcíades Loza («Kolino»), Florencio Gonceski («Garri» o «Garrincha»), Eduardo David Lugo, Serapio Eduardo del Río y Ricardo Enrique Bravo.
En esos juicios fueron condenados 13 miembros del Ejército, del Servicio Penitenciario y exagentes de inteligencia de las fuerzas que se desempeñaron en ese CCD durante el terrorismo de Estado.

### Identificación de cuerpos
El EAAF intervino en varias etapas de la investigación de El Vesubio, incluyendo dos casos emblemáticos: el triple homicidio de Del Viso y la masacre de Monte Grande. Respecto a esta, el EAAF trabajó en el caso a partir de 1986 revisando actas de defunción, libros del cementerio e información de la prensa, concluyendo que se había enterrado a 16 personas: 11 varones y 5 mujeres.

## Homenaje
En mayo de 2017, familiares y sobrevivientes del terrorismo de Estado durante la dictadura, militantes de derechos humanos del partido de Esteban Echeverría y el colectivo de Educación por la Memoria, la Verdad y la Justicia local colocaron una baldosa en conmemoración de las víctimas de lo que se conoce como la Masacre de Monte Grande.